# Lisowice (powiat średzki)
Lisowice (niem. Onerkwitz) – wieś w Polsce, położona w województwie dolnośląskim, w powiecie średzkim, w gminie Kostomłoty.

## Podział administracyjny
W latach 1975–1998 miejscowość należała administracyjnie do województwa wrocławskiego.

## Zabytki
Do wojewódzkiego rejestru zabytków wpisane są:
- zespół dworski i folwarczny:
  - dwór z drugiej połowy XVI w., początek XIX w.
  - dwie oficyny mieszkalne z połowy XIX w.
  - obora z połowy XIX w.
  - chlewnia z połowy XIX w.
  - stajnia z połowy XIX w.
  - park z fosą i ogrodami z XVI-XIX w.